# Riu Ogun
L'Ogun és un curs d'aigua a Nigèria que desaigua a la llacuna de Lagos. El riu neix a l'estat d'Oyo prop de Shaki a les coordenades 8° 41′ 0″ N, 3° 28′ 0″ E / 8.68333°N,3.46667°E i travesa l'estat d'Ogun i de l'estat de Lagos.8° 41′ 0″ N, 3° 28′ 0″ E / 8.68333°N,3.46667°E El riu travessa l'embassament del Congost d'Ikere a l'àrea de govern local d'Iseyin de l'estat d'Oyo. La reserva té una capacitat de 690 milió metres cúbics (560,000 acre·ft) milions de metres cúbics. La reserva d'aigua toca al Old Oyo National Park, proporcionant facilitats recreatives per turistes, i els fluxos del riu travessen el parc. L'Ofiki, el qual també neix prop de Shaki, és l'afluent principal de l'Ogun. L'Oyan, un altre afluent, creua l'embassament d'Oyan River que subministra aigua a Abeokuta i a Lagos. En àrees densament poblades el riu és utilitzat per banys, rentador i per beure. També serveix com a drenatge per molts abocadors de residus orgànics localitzat al llarg del curs del riu.
En la religió ioruba, Yemoja és la divinitat del riu Ogun. El catequista Charles Phillips, pare de Charles Phillips qui més tard va esdevenir bisbe d'Ondo, va escriure el 1857 que el riu Ogun era generalment adorat per les persones que viuen al llarg dels seus dos costats des del seu naixement fins a la seva desembocadura a la llacuna. El riu travessa el cor del vell Imperi d'Oyo. Oyo estava dividit en sis províncies amb tres al costat de l'oest del riu Ogun i tres al costat de l'est. En un temps, el riu va formar una ruta important pels comerciants que portaven béns per canoa entre Abeokuta i la Colònia de Lagos.